# Зегел
Зегел (њем. Sögel) насеље јено место у њемачкој савезној држави Доња Саксонија. Једно је од 60 општинских средишта округа Емсланд. Посједује регионалну шифру (AGS) 3454047.

## Географски и демографски подаци
Налази се на надморској висини од 35 метара. Површина општине износи 55,2 km². У самом месту живи 7.069 становника. Просјечна густина становништва износи 128 становника/km².

## Међународна сарадња
| Мјесто  | Држава    | Врста сарадње | Од    |
| ------- | --------- | ------------- | ----- |
| Норг    | Холандија | партнерство   | 1986. |
| Бургајс | Италија   | контакт       | 2000. |
| Извор   |           |               |       |